# Ducato di Oświęcim
Il Ducato di Oświęcim (in tedesco: Herzogtum Auschwitz) fu un antico ducato della Slesia, fondato nel 1315, con capitale a Oświęcim. Era uno dei numerosi ducati della Slesia.

## Storia
Fu creato in seguito a una delle tante partizioni dei ducati della Slesia e del sud della Polonia del XII secolo. Le sue terre fecero parte del ducato di Cieszyn (in tedesco: Teschen) finché il ducato di Oświęcim non venne creato come entità separata nel 1315.
Nel 1454 fu creato il ducato di Zator togliendo alcune terre al ducato di Oświęcim. Dapprima il ducato di Oświęcim cadde sotto la sfera di influenza boema, ma nel 1454 fu riunito alla Polonia, quando l'ultimo principe di Oświęcim, Giovanni IV, si dichiarò vassallo del re polacco Casimiro IV Jagellone; tre anni dopo vendette il suo ducato allo stesso Casimiro.
Sia il ducato di Oświęcim che quello di Zator fecero parte della Corona del Regno di Polonia, ed erano situati nel voivodato di Cracovia. Fece parte del Regno di Galizia e Lodomeria (a sua volta parte dell'Impero austriaco dopo il 1804) dopo la prima spartizione della Polonia del 1772, e fu riunito allo stato polacco solo nel 1918.